# Вранов Дол
Вранов Дол је насељено место у Републици Хрватској у Загребачкој жупанији. Административно је у саставу Јастребарског. Простире се на површини 2,21 km²

## Становништво
Према задњем попису становништва из 2001. године у Врановом Долу живело је 145 становника који живе у 46 породичних домаћинстава. Густина насељености је 65,61 становника на km²
Кретање броја становника по пописима 1857—2001.
| година пописа  | 1857. | 1869. | 1880. | 1890. | 1900. | 1910. | 1921. | 1931. | 1948. | 1953. | 1961. | 1971. | 1981. | 1991. | 2001. |
| бр. становника | 241   | 267   | 303   | 329   | 280   | 278   | 266   | 282   | 276   | 289   | 271   | 228   | 193   | 179   | 145   |